# Associazione Vogherese Calcio 1945-1946
Questa voce raccoglie le informazioni riguardanti l'Associazione Vogherese Calcio nelle competizioni ufficiali della stagione 1945-1946.

## Rosa
| N. |                    | Ruolo | Calciatore          |
| -- | ------------------ | ----- | ------------------- |
|    | Italia (bandiera)  | C     | G. Alvigini         |
|    | Italia (bandiera)  | C     | Stefano Angeleri    |
|    | Albania (bandiera) | A     | Sebahudin Biçaku    |
|    | Italia (bandiera)  | D     | Alberto Bobbiesi    |
|    | Italia (bandiera)  | C     | Ermelindo Bonilauri |
|    | Italia (bandiera)  | A     | Borgonovo           |
|    | Italia (bandiera)  | A     | Amleto Campagnoli   |
|    | Italia (bandiera)  | C     | Elio Canonico       |
|    | Italia (bandiera)  | P     | Giovanni Casale     |
|    | Italia (bandiera)  | C     | Dante Cattaneo      |
|    | Italia (bandiera)  | D     | Vittorio Corradini  |

| N. |                   | Ruolo | Calciatore          |
| -- | ----------------- | ----- | ------------------- |
|    | Italia (bandiera) | A     | Corsi               |
|    | Italia (bandiera) | D     | Giuseppe Galimberti |
|    | Italia (bandiera) | C     | Ugo Gazzari         |
|    | Italia (bandiera) | A     | Renzo Gobbi         |
|    | Italia (bandiera) | A     | Luigi Parrocchetti  |
|    | Italia (bandiera) | D     | Enrico Repetto      |
|    | Italia (bandiera) | P     | Luigi Sculli        |
|    | Italia (bandiera) | C     | Carlo Sgobbi        |
|    | Italia (bandiera) | D     | Sauro Tomà          |
|    | Italia (bandiera) | C     | Giuseppe Villani    |

## Statistiche

### Statistiche dei giocatori
| Giocatore       | Serie B-C Alta Italia | Serie B-C Alta Italia | Totale   | Totale |
| Giocatore       | Presenze              | Reti                  | Presenze | Reti   |
| --------------- | --------------------- | --------------------- | -------- | ------ |
| G. Alvigini     | 15                    | 4                     | 15       | 4      |
| S. Angeleri     | 22                    | 1                     | 22       | 1      |
| S. Biçaku       | 17                    | 10                    | 17       | 10     |
| A. Bobbiesi     | 1                     | 0                     | 1        | 0      |
| E. Bonilauri    | 12                    | 0                     | 12       | 0      |
| Borgonovo       | 2                     | 0                     | 2        | 0      |
| A. Campagnoli   | 7                     | 1                     | 7        | 1      |
| E. Canonico     | 20                    | 6                     | 20       | 6      |
| G. Casale       | 11                    | -?                    | 11       | -?     |
| D. Cattaneo     | 11                    | 2                     | 11       | 2      |
| V. Corradini    | 1                     | 0                     | 1        | 0      |
| Corsi           | 5                     | 0                     | 5        | 0      |
| G. Galimberti   | 14                    | 0                     | 14       | 0      |
| U. Gazzari      | 19                    | 0                     | 19       | 0      |
| R. Gobbi        | 6                     | 0                     | 6        | 0      |
| L. Parrocchetti | 19                    | 5                     | 19       | 5      |
| E. Repetto      | 5                     | 0                     | 5        | 0      |
| L. Sculli       | 11                    | -?                    | 11       | -?     |
| C. Sgobbi       | 22                    | 2                     | 22       | 2      |
| S. Tomà         | 20                    | 0                     | 20       | 0      |
| G. Villani      | 2                     | 0                     | 2        | 0      |